# Chris Duarte

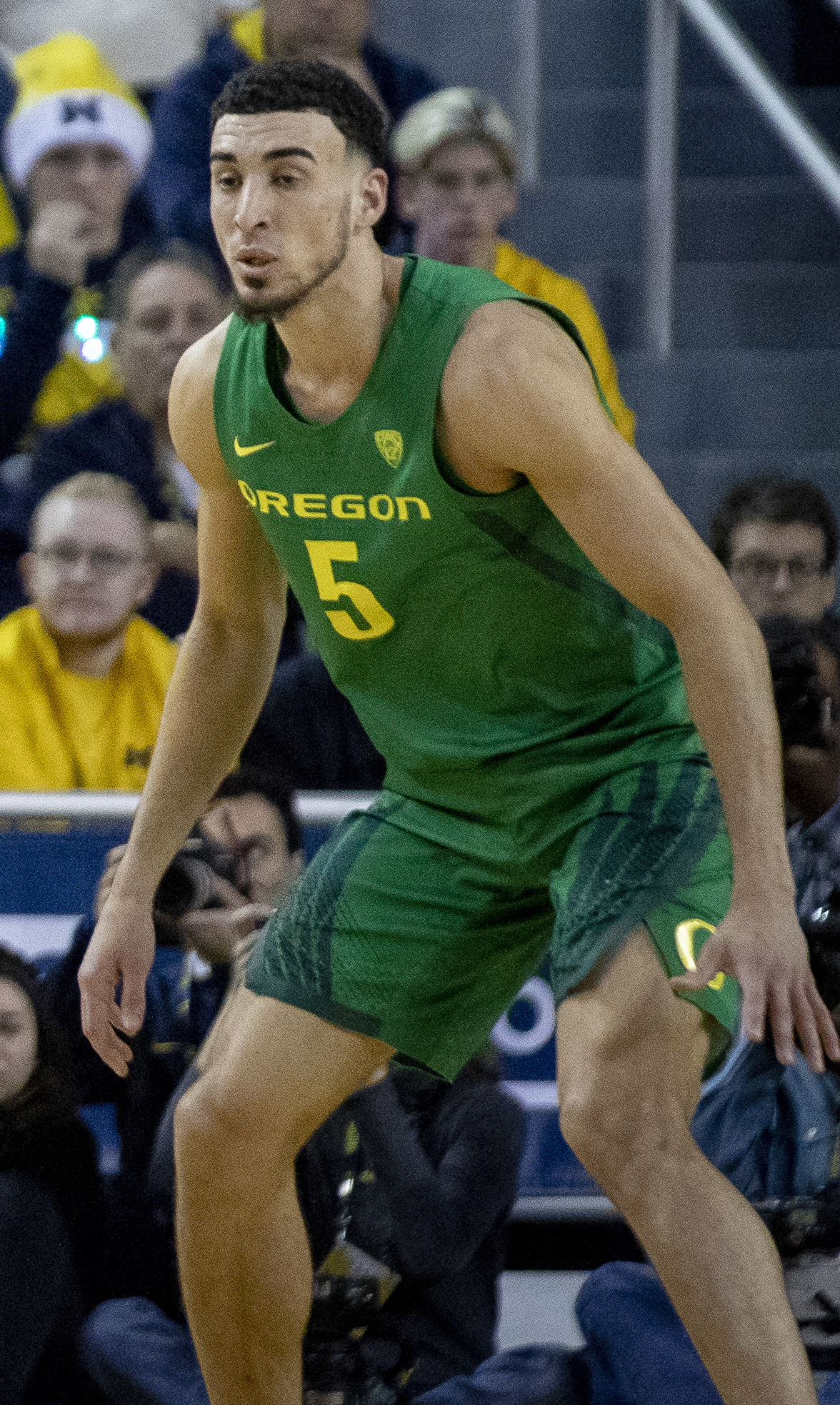
Chris Duarte, 2019.

Christopher Theoret "Chris" Duarte, född 13 juni 1997 i Montréal, Québec i Kanada, är en dominikansk professionell basketspelare (SG) som spelar för Chicago Bulls i National Basketball Association (NBA). Han har tidigare spelat för Indiana Pacers och Sacramento Kings.
Duarte draftades av Indiana Pacers i första rundan i 2021 års draft som 13:e spelare totalt.
Innan han blev proffs studerade Duarte först på Northwest Florida State College och spelade för deras idrottsförening Northwest Florida Raiders. Han blev senare överförd till University of Oregon för spel i Oregon Ducks.